# David O. Russell
David Owen Russell (ur. 20 sierpnia 1958) – amerykański reżyser, scenarzysta i producent filmowy.

## Życiorys
Jako reżyser debiutował pod koniec lat 80. Z reguły jest nie tylko reżyserem, ale i autorem scenariusza do swoich filmów. Pracował m.in. z Benem Stillerem i Alanem Aldą (Igraszki z losem), George’em Clooneyem (wojenny komediodramat Złoto pustyni), Dustinem Hoffmanem i Naomi Watts (Jak być sobą). W 2010 nakręcił Fightera z Markiem Wahlbergiem i Christianem Balem w rolach głównych. Jest to oparta na faktach opowieść o dwóch braciach-bokserach. Obraz zdobył szereg nominacji do Oscara, w tym dla samego Russella w kategorii najlepszy reżyser.

## Reżyseria
- Hairway to the Stars (1990)
- Spanking the Monkey (1994)
- Igraszki z losem (Flirting with Disaster 1996)
- Złoto pustyni (Three Kings 1999)
- Jak być sobą (I ♥ Huckabees 2004)
- Fighter (The Fighter 2010)
- Poradnik pozytywnego myślenia (Silver Linings Playbook, 2012)
- American Hustle: Jak się skubie w Ameryce (American Hustle, 2013)
- Joy (2015)
- Amsterdam (2022)